# Солунски пожар
Солунският пожар (на гръцки: Πυρκαγιά της Θεσσαλονίκης) е сред главните събития в историята на град Солун, което значително променя облика на града.

## История
Пожарът бушува в течение на 32 часа, започвайки на 18 (5) август 1917 година и унищожава 9500 къщи на площ над 1 km2 като оставя без покрив около 79 000 жители на града (от общо население 271 000), повечето от които в турските и еврейските части на града. Изгарят ценни исторически и археологически паметници, включително раннохристиянската базилика „Свети Димитър“. Една от основните причини за бързото разпространение и разрастването на пожара е силният вятър вардарец, който бушува по това време. Пожарът спира през нощта на следващия ден – 19 (6) август.

## Възстановяване
Територията, унищожена от пожара, е възстановена по нов проект, който превръща Солун от средновековен в съвременен град. Правителството вместо бързо да построи наново разрушените сгради, назначава френския архитект Ернест Ебрар да изработи нов дизайн на градоустройствения план на Солун с оглед възстановяване на разрушеното и бъдещо разширение на града. Някои от идеите на Ебрар още могат да се видят в Солун, като например площад „Аристотел“, но някои мащабни планове така и не са завършени, заради липса на средства.
- Карта на пострадалият участък
- Въздушна снимка на пожара
- Последици от пожара